# 24-та окрема бригада спеціального призначення (РФ)
24-та окрема гвардійська Бранденбурзька ордена Леніна, Червонопрапорна, ордена Суворова бригада спеціального призначення (24 ОБрСпП, в/ч 55433) — з'єднання військ спеціального призначення Збройних сил Російської Федерації чисельністю в бригаду. Базується у Новосибірську. Належить до Центрального військового округу.
У 2022 році бригада взяла участь у російському вторгненні в Україну.

## Історія
Після розпаду СРСР у 1992 році 24-та окрема бригада спеціального призначення Радянської армії перейшла до складу Збройних сил Російської Федерації.

### Перша російсько-чеченська війна
На початку січня 1995 року на базі 24-ї бригади було створено зведений загін для ведення бойових дій в Чечні. Основою для створення загону послугував 281-й загін спеціального призначення. За час бойових дій 281-й загін втратив убитими 3 осіб.
За деякими даними розвідувальні групи 281-го загону додавалися 324-му механізованому полку 34-ї мотострілецької дивізії.
Загін брав участь в боях у Гікаловському й Чечен-Аулі Грозненського району.
На території Чечні 281-й загін перебував в період з 17 січня по 7 травня 1995 року.

### Друга російсько-чеченська війна
На відміну від Першої російсько-чеченської війни, 24-ту бригаду залучили набагато пізніше інших з'єднань.
У серпні 2000 року від 24-ї бригади в Чечню була відряджена група, що увійшла до складу зведеного 691-го окремого загону спеціального призначення, розгорнутого в серпні 1999 року у 67-й окремій бригаді спеціального призначення.
За період війни бригада відправляла до Чечні у порядку ротації зведений загін 6 разів.
В цілому 24-та окрема бригада спеціального призначення у другій російсько-чеченській війні втратила убитими 5 осіб. За іншими даними втрати бригади склали 8 осіб.
У 2002 році 24-та бригада була передислокована в Сосновий Бор під Улан-Уде.
У травні 2009 військове керівництво заявило про передислокації 24-ї бригади в Іркутськ на базу розформованого Іркутського вищого військового авіаційного інженерного інституту.
У зв'язку зі скасуванням колишніх військових округів у 2010 році у складі Східного військового округу опинилися 2 окремі бригади спеціального призначення (14-та й 24-та), що раніше відносилися до Забайкальського й Далекосхідного військових округів. Ідеї про реформування частин і з'єднань спеціальної розвідки ГРУ озвучувалися ще у грудні 2008 року, за яким 12-та й 67-ма окремі бригади спеціального призначення підлягали розформуванню, а 3-тя окрема гвардійська бригада спеціального призначення підлягала скороченню. Натомість у складі Центрального військового округу з подібних формувань було тільки одне (3 обрсп підлягала скороченню), так як у 2009 році були розформовані 67-ма й 12-та окремі бригади спеціального призначення, що відповідно належали раніше Сибірському й Приволзько-уральському військовим округам. Тому 24-ту бригаду було передислоковано до складу Центрального військового округу.
У 2012 року бригаду передислоковано до військового містечка розформованої 85-ї мотострілецької Ленінградської-Павлівської Червонопрапорної дивізії.
У 2013 році 24-й бригаді було передано почесне найменування 165-ї окремої гвардійської мотострілецької бригади. Після вручення Бойового прапора і передачі нагород з'єднання почали називати як 24-та окрема гвардійська Бранденбурзька ордена Леніна, Червонопрапорна, ордена Суворова бригада спеціального призначення.

### Російсько-українська війна
Восени 2014 бійці підрозділу перебували на території Амвросіївського району Донецької області.

### Інтервенція Росії у Сирію
22 березня 2017 року військовослужбовці 24-ї окремої бригади спеціального призначення повернулися до Новосибірська з Сирії, де було задіяно понад 300 бійців. Додому вони повернулися без втрат.

### Друга громадянська війна у Лівії
Деякі військовослужбовці бригади брали участь у другій громадянській війні в Лівії. У травні 2022 в Бердську відбулося прощання із загиблим в Україні капітаном 24 ОБрСпП Дмитром Паком, який був учасником бойових дій на території Лівії у період з червня по грудень 2020. Представники влади РФ перебування російських військових у Лівії в той час заперечували.

### Російське вторгнення в Україну 2022 року
У 2022 році бригада взяла участь у російському вторгненні в Україну, зокрема у Чернігівській та Донецькій областях.
2 травня 2022 українськими військовими було знищено групу бійців 24 ОБрСпП у Донецькій області.

## Структура

### 2010
За наявними даними:
- Управління бригади (в/ч 55433, Іркутськ)
  - загін спеціальної радіозв'язку;
  - рота спецмінування;
  - рота матеріально-технічного забезпечення;
  - комендантський взвод.
- 281-й окремий загін спеціального призначення (в/ч 44996, Іркутськ);
- 297-й окремий загін спеціального призначення (в/ч 44998, Іркутськ);
- 641-й окремий загін спеціального призначення (Іркутськ);
- окремий загін спеціального призначення (кадра);
- окремий загін спеціального призначення (кадра).

## Відзначені
10 листопада 2002 року присвоєно звання Героя Росії за участь у Другій російсько-чеченській війні старшому лейтенанту Коробенкову Анатолію Сергійовичу, командиру розвідувальної групи.

## Командування
За наявними даними:
- Рогов Володимир Ілліч — 1992—1994;
- Ліпіев Петро Семенович — 1994—1997;
- Платонов Андрій Олексійович — 1997—1999;
- Жуков Олександр Іванович — 1999—2001;
- Захаров Володимир Володимирович — 2001—2005;
- Борівський Юрій Миколайович — 2005- ?;
- Хасаб Олег Валерійович — на 2012 рік[14]
- Нечаєв Веніамін Вікторович — на 2016 рік[15]
- Кузнєцов Андрій Павлович — на 2019 рік

## Втрати
Із відкритих джерел відомо про такі поіменні втрати бригади у різних війнах:
- 3 військовослужбовця у першій російсько-чеченській війні;
- 6 військовослужбовців у другій російсько-чеченській війні;
- 26 військовослужбовців у російсько-українській війні.

На квітень 2023 року, за даними BBC, бригада втратила загиблими щонайменше 76 осіб. На грудень 2022 року було відомо про 9 загиблих офіцерів. На 10 січня 2025 року вдалося встановити імена щонайменш 80 загиблих російських військових.